# Bantamvikt i grekisk-romersk stil i brottning vid olympiska sommarspelen 2000
Herrarnas brottningsturnering i grekisk-romersk stil i viktklassen bantamvikt vid olympiska sommarspelen 2008 avgjordes den 25-27 september i Sydney i Sydney Convention and Exhibition Centre. 

## Medaljörer
| Klass      | Guld                       | Silver                | Brons               |
| Bantamvikt | Armen Nazarjan · Bulgarien | Kim In-Sub · Sydkorea | Sheng Zetian · Kina |

## Resultat

### Förkortningar
- EF — Vinst genom förverkande, förloraren ej plancerad
- E2 — Båda brottarna diskvalificerade för brott mot reglerna
- EV — Diskvalifikation från samtliga tävlingar för brott mot reglerna
- EX — 3 varningar eller brott mot reglerna
- PA — Skada/uteblivande
- PO — Vinst efter poäng, förloraren utan teknik-poäng
- PP — Vinst efter poäng, förloraren med teknik-poäng
- SP — Teknisk överlägsenhet, 10 poängs skillnad, förloraren hade poäng
- ST — Teknisk överlägsenhet, 10 poängs skillnad, förloraren utan poäng
- TO — Vinst efter fall
- KP — Klassificeringspoäng
- TP — Tekniska poäng

### Utslagningsronder

#### Grupp 1
| Tävlande                | Vunna | Förlorade | KP | TP |
| ----------------------- | ----- | --------- | -- | -- |
| Kim In-Sub (KOR)        | 2     | 0         | 6  | 10 |
| Dilshod Aripov (UZB)    | 1     | 1         | 5  | 2  |
| Jurij Melnitjenko (KAZ) | 0     | 2         | 0  | 0  |

| Röd               | Blå               | KP     | TP  |
| ----------------- | ----------------- | ------ | --- |
| Jurij Melnitjenko | Kim In-Sub        | 0-3 PO | 0-6 |
| Dilshod Aripov    | Jurij Melnitjenko | 4-0 PA |     |
| Kim In-Sub        | Dilshod Aripov    | 3-1 PP | 4-2 |

#### Grupp 2
| Tävlande               | Vunna | Förlorade | KP | TP |
| ---------------------- | ----- | --------- | -- | -- |
| Ali Ashkani (IRI)      | 2     | 0         | 6  | 12 |
| Koba Guliashvili (GEO) | 1     | 1         | 3  | 3  |
| István Majoros (HUN)   | 0     | 2         | 1  | 1  |

| Röd              | Blå              | KP     | TP  |
| ---------------- | ---------------- | ------ | --- |
| István Majoros   | Ali Ashkani      | 1-3 PP | 1-5 |
| Koba Guliashvili | István Majoros   | 3-0 PO | 3-0 |
| Ali Ashkani      | Koba Guliashvili | 3-0 PO | 7-0 |

#### Grupp 3
| Tävlande                 | Vunna | Förlorade | KP | TP |
| ------------------------ | ----- | --------- | -- | -- |
| Jim Gruenwald (USA)      | 2     | 0         | 6  | 8  |
| Igor Petrenko (BLR)      | 1     | 1         | 3  | 4  |
| Karen Mnatsakanyan (ARM) | 0     | 2         | 2  | 5  |

| Röd                | Blå                | KP     | TP  |
| ------------------ | ------------------ | ------ | --- |
| Karen Mnatsakanyan | Igor Petrenko      | 1-3 PP | 2-4 |
| Jim Gruenwald      | Karen Mnatsakanyan | 3-1 PP | 4-3 |
| Igor Petrenko      | Jim Gruenwald      | 0-3 PO | 0-4 |

#### Grupp 4
| Tävlande                | Vunna | Förlorade | KP | TP |
| ----------------------- | ----- | --------- | -- | -- |
| Sheng Zetian (CHN)      | 2     | 0         | 7  | 11 |
| Djamal Ainaoui (FRA)    | 1     | 1         | 3  | 7  |
| Oleksan Stepanyan (UKR) | 0     | 2         | 1  | 6  |

| Röd               | Blå               | KP     | TP   |
| ----------------- | ----------------- | ------ | ---- |
| Sheng Zetian      | Djamal Ainaoui    | 3-0 PO | 1-0  |
| Oleksan Stepanyan | Sheng Zetian      | 0-4 ST | 0-10 |
| Djamal Ainaoui    | Oleksan Stepanyan | 3-1 PP | 7-6  |

#### Grupp 5
| Tävlande              | Vunna | Förlorade | KP | TP |
| --------------------- | ----- | --------- | -- | -- |
| Armen Nazarjan (BUL)  | 3     | 0         | 11 | 28 |
| Makoto Sasamoto (JPN) | 2     | 1         | 7  | 30 |
| Nepes Gukulov (TKM)   | 1     | 2         | 6  | 14 |
| Brett Cash (AUS)      | 0     | 3         | 1  | 2  |

| Röd             | Blå             | KP     | TP   |
| --------------- | --------------- | ------ | ---- |
| Armen Nazarjan  | Makoto Sasamoto | 4-0 ST | 11-0 |
| Brett Cash      | Nepes Gukulov   | 0-4 ST | 0-10 |
| Armen Nazarjan  | Brett Cash      | 4-1 SP | 13-2 |
| Makoto Sasamoto | Nepes Gukulov   | 3-1 PP | 5-3  |
| Armen Nazarjan  | Nepes Gukulov   | 3-1 PP | 4-1  |
| Makoto Sasamoto | Brett Cash      | 4-0 ST | 25-0 |

#### Grupp 6
| Tävlande                 | Vunna | Förlorade | KP | TP |
| ------------------------ | ----- | --------- | -- | -- |
| Rifat Yildiz (GER)       | 3     | 0         | 9  | 14 |
| Valeri Nikonorov (RUS)   | 2     | 1         | 8  | 19 |
| Constantin Borăscu (ROU) | 1     | 2         | 6  | 14 |
| Mohamed Barguaoui (TUN)  | 0     | 3         | 0  | 0  |

| Röd                | Blå                | KP     | TP   |
| ------------------ | ------------------ | ------ | ---- |
| Mohamed Barguaoui  | Rifat Yildiz       | 0-3 PO | 0-4  |
| Constantin Borăscu | Valeri Nikonorov   | 1-3 PP | 3-7  |
| Mohamed Barguaoui  | Constantin Borăscu | 0-4 TO | 3:39 |
| Rifat Yildiz       | Valeri Nikonorov   | 3-1 PP | 4-1  |
| Mohamed Barguaoui  | Valeri Nikonorov   | 0-4 ST | 0-11 |
| Rifat Yildiz       | Constantin Borăscu | 3-1 PP | 6-4  |

### Utslagningsträd
|  | Kvartsfinaler        | Kvartsfinaler        |                  |                    | Semifinaler        | Semifinaler |  |  | Final | Final |
|  |                      |                      |                  |                    |                    |             |  |  |       |       |
|  | 27 september         |                      |                  |                    |                    |             |  |  |       |       |
|  |                      |                      |                  |                    |                    |             |  |  |       |       |
|  | Kim In-Sub (KOR)     | 3                    |                  |                    |                    |             |  |  |       |       |
|  | Kim In-Sub (KOR)     | 3                    | 27 september     |                    |                    |             |  |  |       |       |
|  | Ali Ashkani (IRI)    | 1                    |                  |                    |                    |             |  |  |       |       |
|  | Ali Ashkani (IRI)    | 1                    | Kim In-Sub (KOR) | 4                  |                    |             |  |  |       |       |
|  |                      |                      | Kim In-Sub (KOR) | 4                  |                    |             |  |  |       |       |
|  |                      | Sheng Zetian (CHN)   | 0                |                    |                    |             |  |  |       |       |
|  | Jim Gruenwald (USA)  | Sheng Zetian (CHN)   | 0                | 1                  |                    |             |  |  |       |       |
|  | Jim Gruenwald (USA)  |                      | 27 september     | 1                  |                    |             |  |  |       |       |
|  | Sheng Zetian (CHN)   | 11                   |                  |                    |                    |             |  |  |       |       |
|  | Sheng Zetian (CHN)   | 11                   | Kim In-Sub (KOR) | 3                  |                    |             |  |  |       |       |
|  |                      |                      | Kim In-Sub (KOR) | 3                  |                    |             |  |  |       |       |
|  |                      | Armen Nazarjan (BUL) | 10               |                    |                    |             |  |  |       |       |
|  | Armen Nazarjan (BUL) | Armen Nazarjan (BUL) | 10               |                    |                    |             |  |  |       |       |
|  |                      |                      |                  |                    |                    |             |  |  |       |       |
|  | Bye                  |                      |                  |                    |                    |             |  |  |       |       |
|  | Armen Nazarjan (BUL) | 10                   | Bronsmatch       | Bronsmatch         |                    |             |  |  |       |       |
|  | Armen Nazarjan (BUL) | 10                   | Bronsmatch       | Bronsmatch         |                    |             |  |  |       |       |
|  |                      | Rifat Yildiz (GER)   | 0                |                    |                    |             |  |  |       |       |
|  | Rifat Yildiz (GER)   | Rifat Yildiz (GER)   | 0                |                    | Sheng Zetian (CHN) | 2           |  |  |       |       |
|  | Rifat Yildiz (GER)   |                      |                  |                    | Sheng Zetian (CHN) | 2           |  |  |       |       |
|  | Bye                  |                      |                  | Rifat Yildiz (GER) | 0                  |             |  |  |       |       |
|  | Bye                  |                      |                  | Rifat Yildiz (GER) | 0                  |             |  |  |       |       |
|  |                      |                      |                  |                    |                    |             |  |  |       |       |
|  |                      |                      |                  |                    |                    |             |  |  |       |       |